# Heiko Hecht

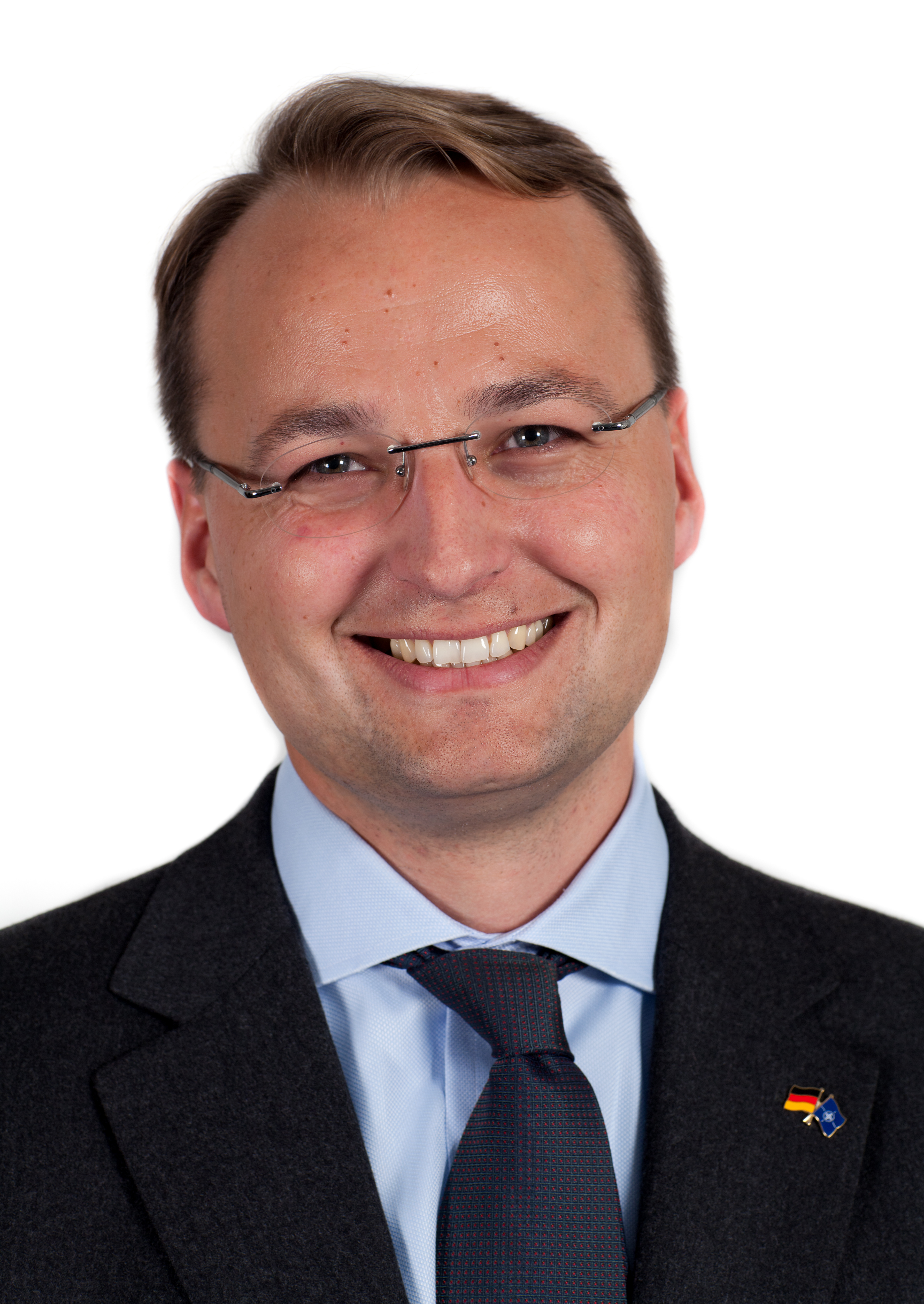
Heiko Hecht im Juni 2011

Heiko Hecht (* 19. November 1977 in Hamburg) ist ein ehemaliger deutscher Politiker der CDU. Von 2004 bis 2013 war er Mitglied in der Hamburgischen Bürgerschaft.

## Leben
Hecht besuchte die Grundschule und das Gymnasium Finkenwerder auf Hamburg-Finkenwerder. Nach dem Abitur studierte er Rechtswissenschaften an der Universität Hamburg. Das Erste Staatsexamen legte er im Dezember 2004 ab. Seit dem 1. September 2004 arbeitete er als Assistent der Geschäftsleitung der SAT Sonderabfall- und Transport GmbH & Co. KG. Ab Februar 2005 war er zunächst als Justitiar im gleichen Unternehmen tätig, im April 2009 wurde er Prokurist und Betriebsleiter. Seit 2008 ist der Fachanwalt für Arbeitsrecht zugelassener Anwalt mit eigener Kanzlei. Hecht ist Mitglied der christlichen Studentenverbindung Kieler Wingolf im Wingolfsbund und engagiert sich in der Freiwilligen Feuerwehr auf Finkenwerder. Seit 2019 ist Heiko Hecht Hamburger Honorarkonsul für die Republik Armenien.
Heiko Hecht ist verheiratet und Vater von zwei Kindern.

## Politik
Ab 17. März 2004 war er Mitglied der Hamburgischen Bürgerschaft. Dort saß er für seine Fraktion im Stadtentwicklungsausschuss, Umweltausschuss und im Schulausschuss. In der 18. Wahlperiode war er Fachsprecher für Norddeutsche Zusammenarbeit und Mitglied in der Regionalkonferenz. Von November 2009 bis September 2010 war Hecht zusätzlich Fachsprecher für Umwelt seiner Fraktion.
Im Dezember 2005 beantragten 204 Personen die Aufnahme in die CDU in Hechts Ortsverband, der bis dahin nur 78 Mitglieder hatte. Die Neumitglieder gehörten überwiegend der alevitischen Gemeinde an und hatten ihren Wohnsitz in ganz Hamburg, nicht in Finkenwerder. Der schlagartige Beitritt so vieler Personen nur wenige Tage vor dem Stichtag der Mitgliederzählung, an dem die Zahl der Delegierten für Kreis- und Landesparteitage festgelegt wird, sorgte für Kontroversen. Hecht gab an, von der Mitgliederwerbung nichts gewusst zu haben. Nach einem bestellten Gutachten des Verwaltungsjuristen Holger Schwemer sei die freie Wahl des Ortsverbandes durch Neumitglieder in der Hamburger CDU Gewohnheitsrecht, eine Beschränkung auf Wohn- oder Arbeitsort sei nicht zulässig. Nach einer Debatte über die Aufnahmepraxis von CDU-Mitgliedern wurden zwei parteiinterne Reform-Kommissionen eingerichtet.
Am 25. März 2007 wurde Hecht mit 142 von 171 Stimmen für den Wahlkreis Billstedt – Wilhelmsburg – Finkenwerder als Direktkandidat für die Bürgerschaftswahl 2008 nominiert. Bei den Bürgerschaftswahlen am 24. Februar 2008 erreichte Hecht 9105 Persönlichkeitsstimmen (9,2 %) und zog als direkt gewählter Abgeordneter erneut in die Bürgerschaft ein. Auch bei den Bürgerschaftswahlen 2011 zog Hecht erneut als Wahlkreisabgeordneter für den Wahlkreis Billstedt – Wilhelmsburg – Finkenwerder ein. Nach der Wahl trat Hecht neben weiteren Abgeordneten der neuen Bürgerschaftsfraktion vehement für einen personellen Neuanfang der Hamburger CDU ein. Insbesondere seine offene Kritik am damaligen Partei- und Fraktionsvorsitzenden Frank Schira fand mediale Aufmerksamkeit.
Zum 1. September 2013 legte Hecht sein Bürgerschafts-Mandat nieder, für ihn rückte David Erkalp nach.